# Стефан Барудов
Стефан Тодоров Барудов е професор в Техническия университет – Варна и Висшето военноморско училище „Никола Й. Вапцаров", Варна.

## Биография
Стефан Барудов е роден през 1948 във Варна.
Завършва гимназиалното си образование във Втора математическа гимназия „Петър Берон“ във Варна през 1966 година. Във ВМЕИ – Варна завършва висшето си образование със специалност „Радиотехника“ през 1971 година. През 1983 година придобива образователна и научна степен кандидат на техническите науки (сега приравнена на доктор). От 1985 г. е избран за доцент в същото направление, а от 2007 е избран и за професор. Барудов владее руски език и английски език.

### Професионална кариера
От 1973 до 1974 г. Стефан Барудов работи в Кораборемонтен завод „Флотски арсенал“ – Варна като технолог.
Академичната кариера на Стефан Барудов започва през 1974 година, когато е назначен за асистент във ВМЕИ – Варна (сега Технически университет – Варна).
В периода 1986 – 1988 г. Барудов заема длъжността заместник-директор в Института по електротехника към ВМЕИ – Варна. От 1988 г. до 1991 г. е заместник-декан на Електротехническия факултет. На следващия факултетен съвет е избран за декан (1991 – 1995). През 1995 г. Академичният съвет го избира за заместник-ректор по административно-управленските дейности.
В периода 1999 – 2007 г. Стефан Барудов е ректор на Технически университет – Варна.
Барудов чете лекции по дисциплините:
„Електротехнически материали“;
„Материали и компоненти в електрониката";
„Материалознание“.
От 20 февруари 2012 година Стефан Барудов е назначен за професор във Висшето военноморско училище „Никола Й. Вапцаров", където на 29 май 2013 г. успешно защитава дисертация на тема: „Структурно-параметричен синтез и схемотехнически решения на пускорегулиращи апарати за управление на разряд" за придобиване на научна степен доктор на науките.